# Edmund Hein
Edmund Hein (* 13. August 1940 in Nalbach, Saarland; † 19. August 2022) war ein deutscher Volkswirt und Politiker (CDU). Von 1970 bis 1994 war er Mitglied des Landtags von Saarland, von 1984 bis 1985 saarländischer Finanzminister.

## Leben und Beruf
Nach dem Abitur am Gymnasium in Linz am Rhein, das er von 1954 bis 1960 besuchte, nahm Hein 1960 ein Studium der Volkswirtschaft an der Universität des Saarlandes auf, das er 1964 mit dem Examen als Diplom-Volkswirt abschloss. Er war dann bei der Landeszentrale für politische Bildung und beim Landesarbeitsamt tätig, wechselte 1967 in die Pressestelle des saarländischen Ministeriums für Öffentliche Arbeiten und Wohnungsbau und arbeitete danach in der Landesplanungsbehörde. Später war er als Referent in der Erwachsenenbildung tätig. Er lebte in Saarlouis, war verheiratet und hatte zwei Kinder.

## Partei
Hein war katholisch und trat 1960 der Jungen Union (JU) bei und schloss sich 1961 der CDU an. Er war von 1963 bis 1966 JU-Vorsitzender in Schwalbach, 1967 bis 1971 JU-Kreisvorsitzender in Saarlouis, 1972 bis 1980 Vorsitzender der CDU Saarlouis-Steinrausch und anschließend von 1980 bis 1991 Kreisvorsitzender der CDU Saarlouis.

## Abgeordneter
Hein war von 1968 bis 1970 Ratsmitglied der Gemeinde Schwalbach und von 1979 bis 1984 Ratsmitglied der Stadt Saarlouis. Er gehörte dem Kreistag des Kreises Saarlouis an und war dort von 1974 bis 1981 Vorsitzender der CDU-Kreistagsfraktion. Von 1970 bis 1994 war er Mitglied des saarländischen Landtags, dort von 1975 bis 1980 sowie seit 1985 Vorsitzender des Haushalts- und Finanzausschusses und von 1977 bis 1984 stellvertretender Vorsitzender der CDU-Landtagsfraktion.

## Öffentliche Ämter
Hein wurde im Zuge einer Kabinettsumbildung am 10. Juli 1984 als saarländischer Minister der Finanzen in die von Ministerpräsident Werner Zeyer geführte Landesregierung berufen. Nach der Wahlniederlage der CDU bei den Landtagswahlen 1985 schied er am 12. März 1985 aus der Regierung aus und wurde in seinem Ministeramt von Hans Kasper abgelöst.

## Ehrungen
Hein wurde am 24. Januar 1995 mit dem Saarländischen Verdienstorden ausgezeichnet.